# Taiwanzwelghaai
De taiwanzwelghaai (Centrophorus niaukang) is een vis uit de familie van zwelghaaien en snavelhaaien (Centrophoridae) en behoort derhalve tot de orde van doornhaaiachtigen (Squaliformes). De vis kan een lengte bereiken van 160 centimeter.

## Leefomgeving
De taiwanzwelghaai is een zoutwatervis. In brakwater is de soort nog nooit aangetroffen. De vis prefereert een diepwaterklimaat en heeft zich verspreid over de drie belangrijkste oceanen van de wereld (Grote, Atlantische en Indische Oceaan). De diepteverspreiding is 250 tot 720 meter onder het wateroppervlak.

## Relatie tot de mens
De taiwanzwelghaai is voor de visserij van beperkt commercieel belang. In de hengelsport wordt er weinig op de vis gejaagd.